# آيت منا (آيت بلال)
آيت منا هي إحدى مشيخات المملكة المغربية، تتبع جغرافيا لإقليم أزيلال وإداريًا لآيت بلال. يقدر عدد سكانها بـ 3112 نسمة حسب الإحصاء الرسمي للسكان والسكنى لسنة 2004.